# La Pineda (Avinyó)
La Pineda és una masia (s.XVII) del terme municipal d'Avinyó (Bages). L'edifici està situat al límit occidental del terme, gairebé a tocar del de Sallent, entre la serra de la Garrigota i el pujol dels Ometells, al nord del pla de la Garriga i 700 m a l'oest de Can Garrofí.
La finca consta de tres nivells: planta baixa, primer pis i àtic, en total uns 860 m². El sostre està format per una teulada de dues aigües. A l'exterior, presenta una façana de pedra a la vista amb marques d'envoltura. La porta d'entrada té un llindar de pedra amb la inscripció "1829". La planta baixa es divideix en dues parts: una amb sostre de volta i l'altra amb bigues. Les parets es componen de maçoneria de pedra, mentre que altres zones són de tàpia. Hi ha annexes, coberts, corralades i fins i tot una capella de pedra a la vista en la propietat. A més, en aquest lloc es troba un llindar de porta separat amb la data "1664", suggerint la possibilitat que l'edifici original sigui d'aquesta època tot i que l'ampliació és del 1829.
Al fogatge de l'any 1553 hi apareix el mas d'un tal Joan Pineda, al terme d'Avinyó, proper al mas Abadal i Illa. Possiblement en aquest mateix punt s'hi hauria construït un nou edifici.